# Tempête intergalactique
Pour les articles homonymes, voir Tempête.
Tempête intergalactique (titre original : The Approaching Storm) est un roman de science-fiction d'Alan Dean Foster situé dans l'univers étendu de Star Wars. Publié aux États-Unis par Del Rey Books en 2002, puis traduit en français et publié par les éditions Fleuve noir en 2007,, il se déroule en l'an 23 av. BY soit entre les évènements décrits dans les films Star Wars, épisode I : La Menace fantôme et Star Wars, épisode II : L'Attaque des clones.

## Résumé
Obi-Wan Kenobi et Luminara Unduli sont envoyés à la demande du chancelier Palpatine avec leurs padawans Anakin Skywalker et Barriss Offee sur la planète Ansion afin de résoudre un conflit, entre les nomades et les citadins, qui pourrait entraîner la planète à rejoindre le mouvement sécessionniste...